# Trump International Hotel and Tower (Chicago)
Der Trump International Hotel and Tower, kurz auch Trump Tower, ist ein 98-stöckiger Wolkenkratzer im amerikanischen Chicago, der im Jahr 2009 fertiggestellt wurde. Er ist seitdem das zweithöchste Gebäude Chicagos. Das Gebäude ist im Eigentum des bekannten Immobilienunternehmens The Trump Organization, das vom späteren 45. und 47. Präsidenten der Vereinigten Staaten Donald Trump geleitet wurde. Das Hochhaus wurde vom amerikanischen Architekturbüro Skidmore, Owings and Merrill entworfen.

## Beschreibung

### Planung und Bau
Der Bau des Gebäudes wurde im Mai 2005 begonnen, nachdem das Projekt bereits 2001 der Öffentlichkeit vorgestellt wurde. Damals gab Projektentwickler Donald Trump bekannt, in Chicago das höchste Gebäude der Welt bauen zu wollen. Nach den Terroranschlägen am 11. September 2001 in New York wurde dieser Plan jedoch aufgrund von Sicherheitsbedenken wieder verworfen. Stattdessen wurde die Höhe des Gebäudes auf etwa 327 Meter verkleinert. Kurz vor Baubeginn wurde veröffentlicht, dass das Gebäude inklusive der Turmspitze etwa 415 Meter hoch werden sollte. Ab dem Jahr 2006 waren die Gründungsarbeiten abgeschlossen und die Betonstruktur des Hochhauses begann in die Höhe zu wachsen. Auf der Baustelle waren mehrere Turmkräne aktiv, die mit Hilfe eines Hydrauliksystems mit der zunehmenden Höhe selbst nach oben klettern konnten. Die Installation der Glasscheiben begann ab Frühjahr 2007. Im September 2008 erreichte die Baustelle die Höhe des Dachs. Im Januar 2009 wurde mittels Helikopter die Spitze in mehreren Teilen montiert, während Innenarbeiten und Arbeiten an der Glasfassade noch bis Mai 2009 andauerten. Alleine das Baugrundstück hat um die 70 Millionen US-Dollar gekostet. Die kompletten Kosten werden mit nun 750 Millionen Dollar angegeben.

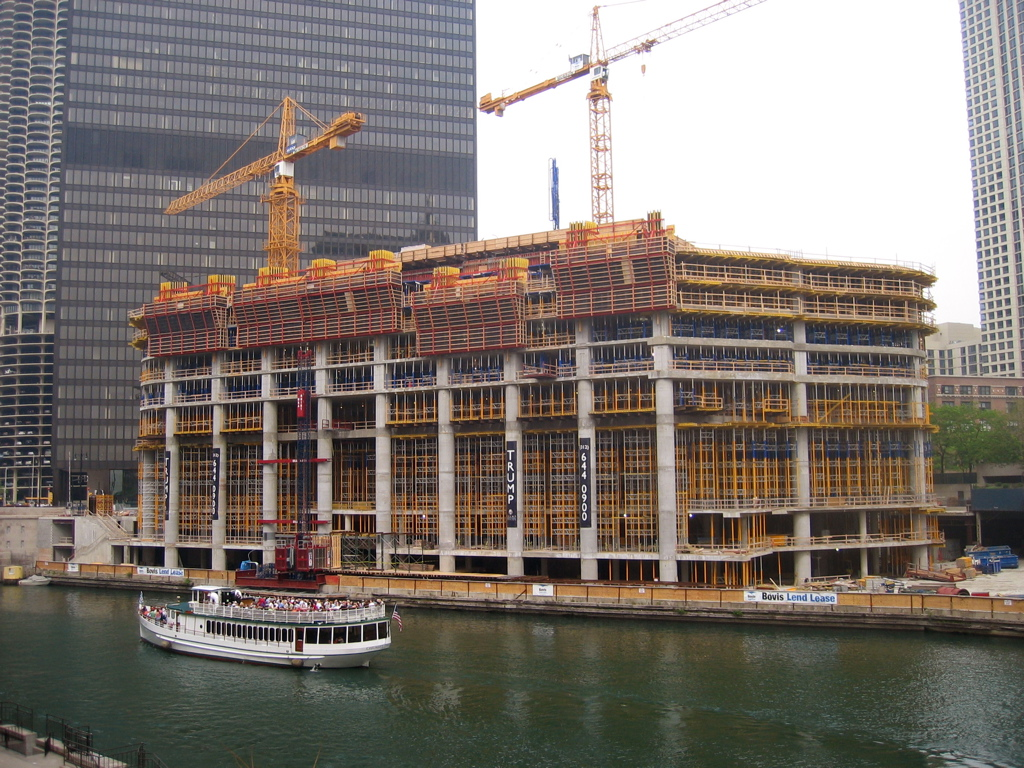
Trump Tower im Bau, Mai 2006
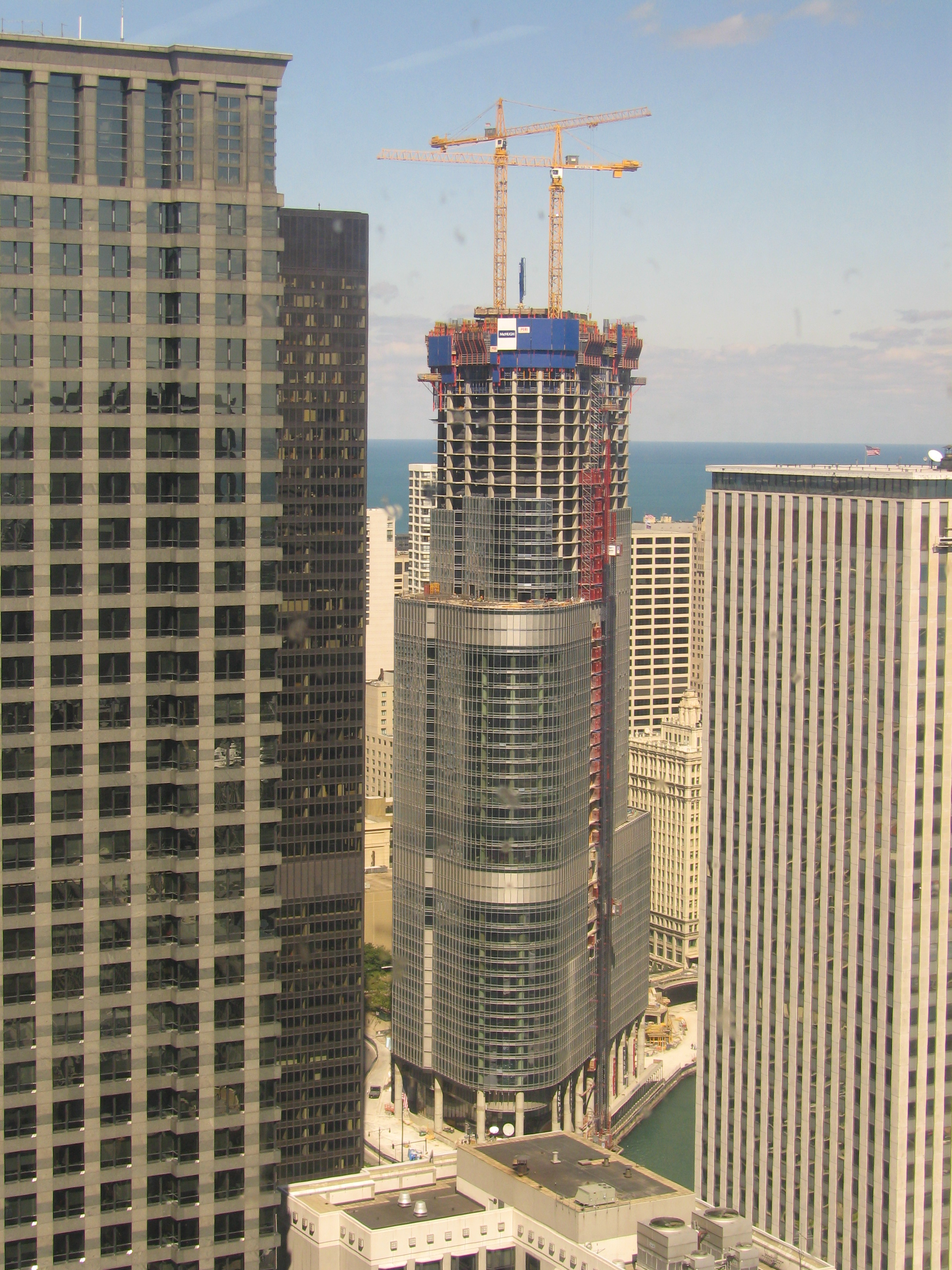
Baustelle des Turms im September 2007
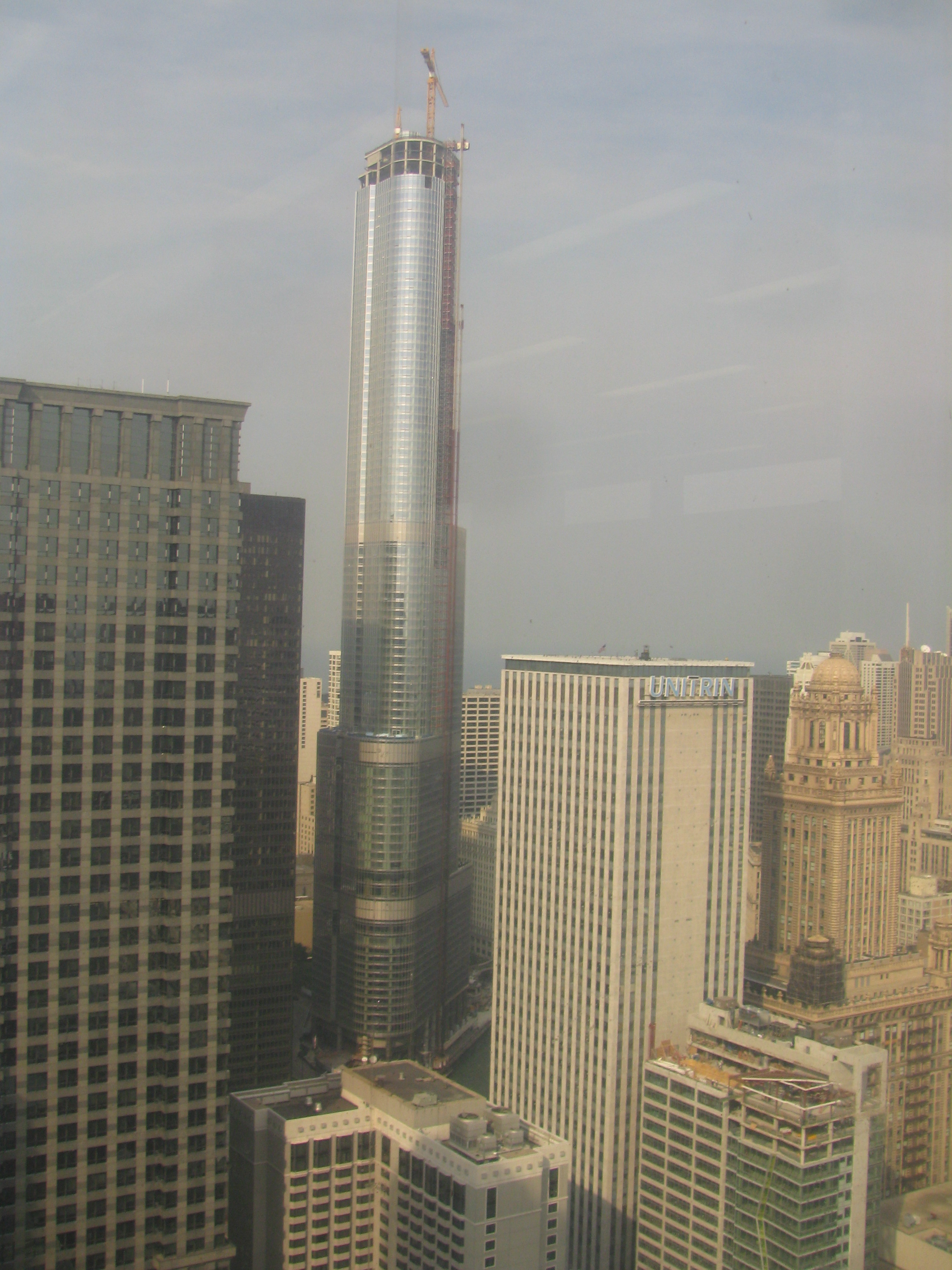
Trump Tower am 24. September 2008: Das Gebäude erreicht seine Dachhöhe
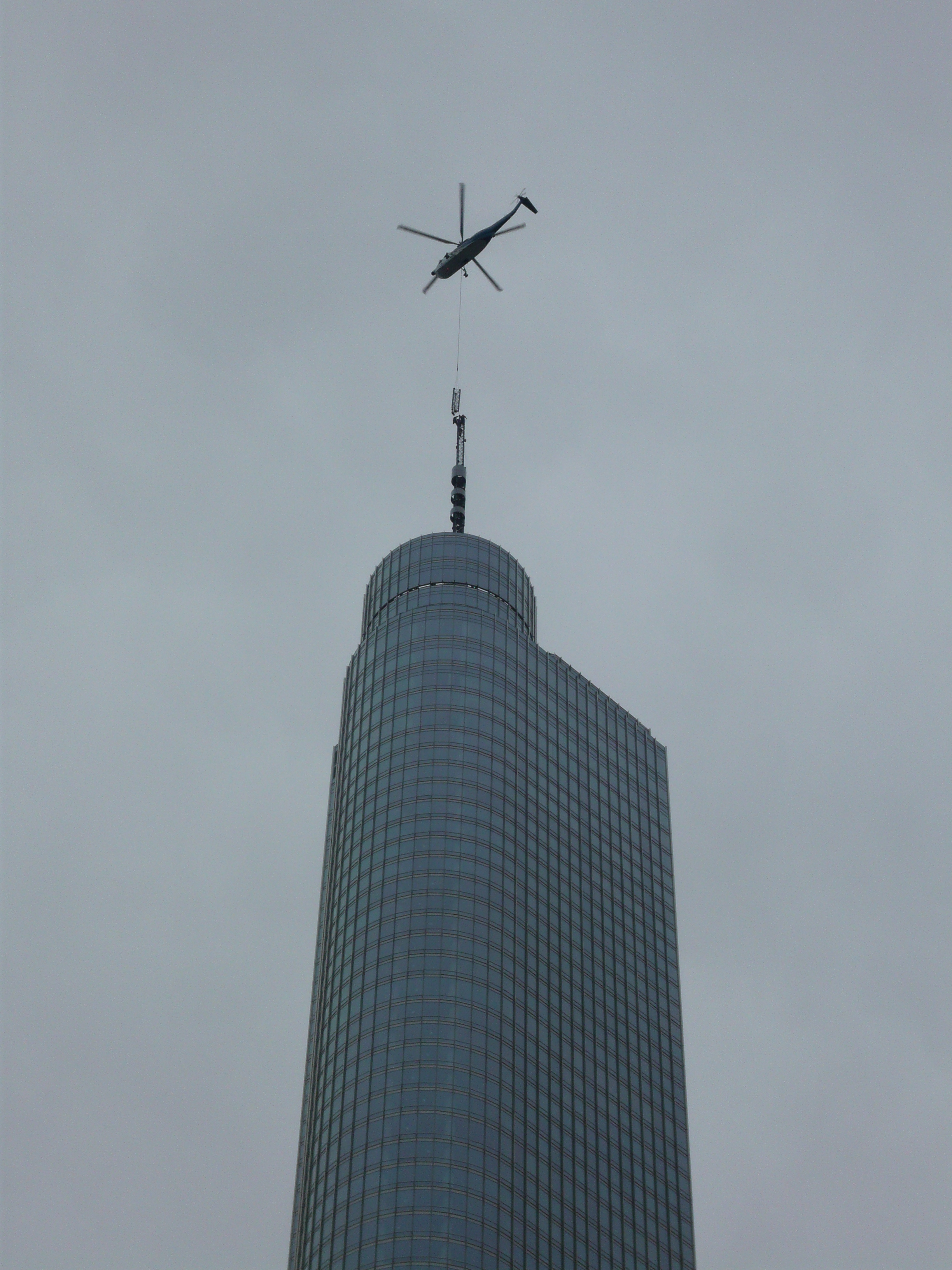
Montage der Spitze im Januar 2009

### Architektur und Design

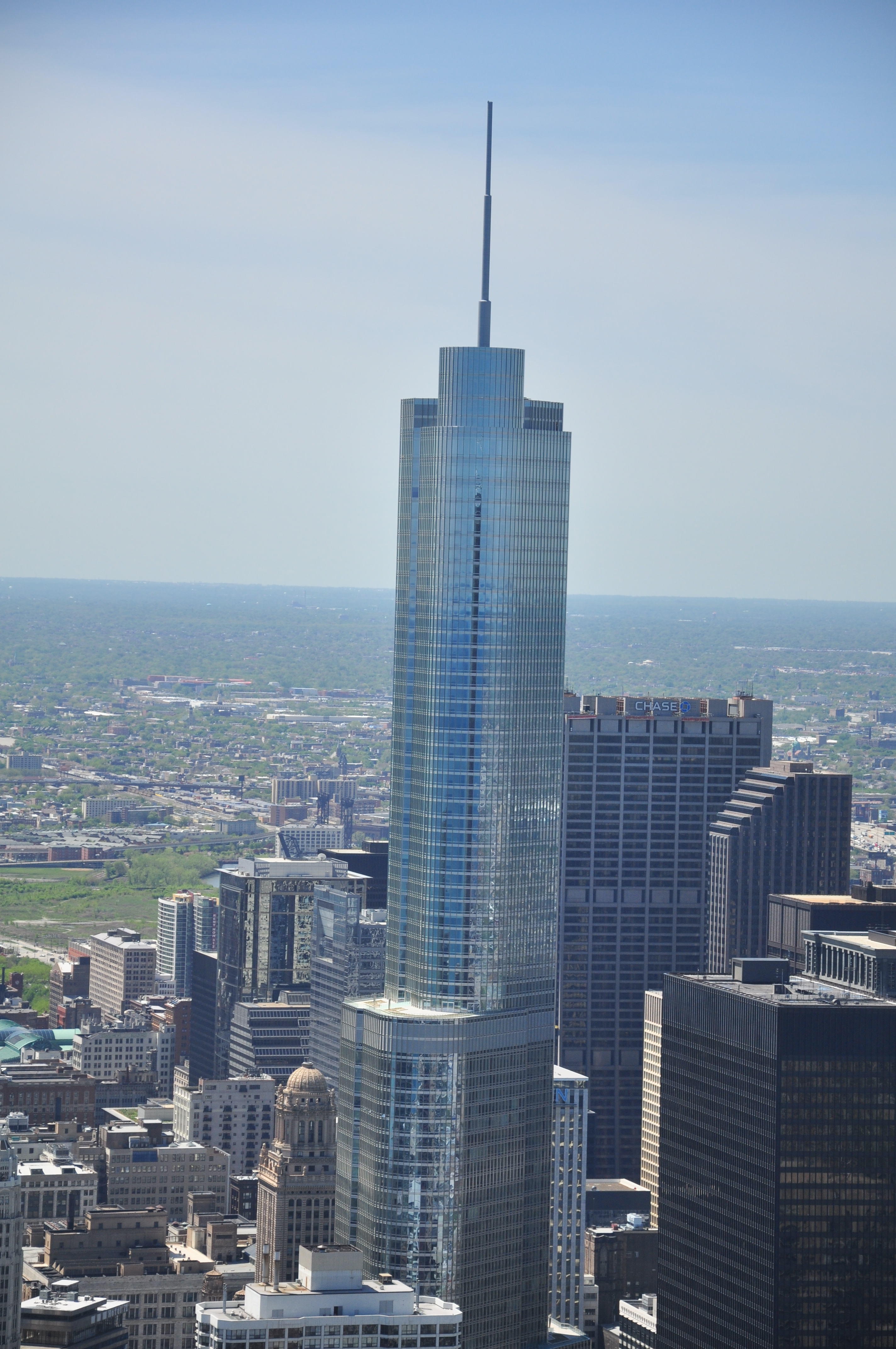
Der Wolkenkratzer überragt seine Nachbarn deutlich

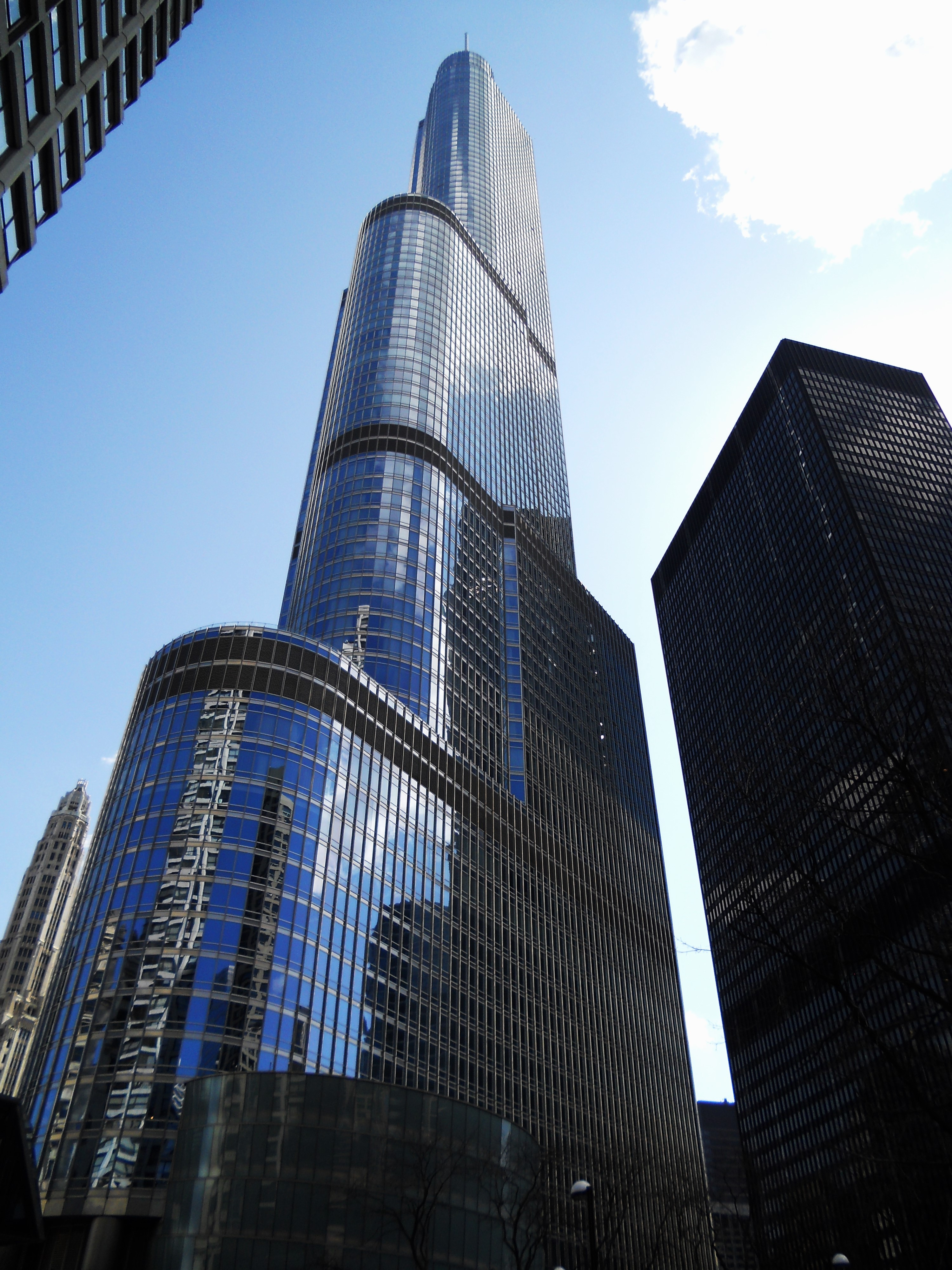
Blick von unten auf das Gebäude

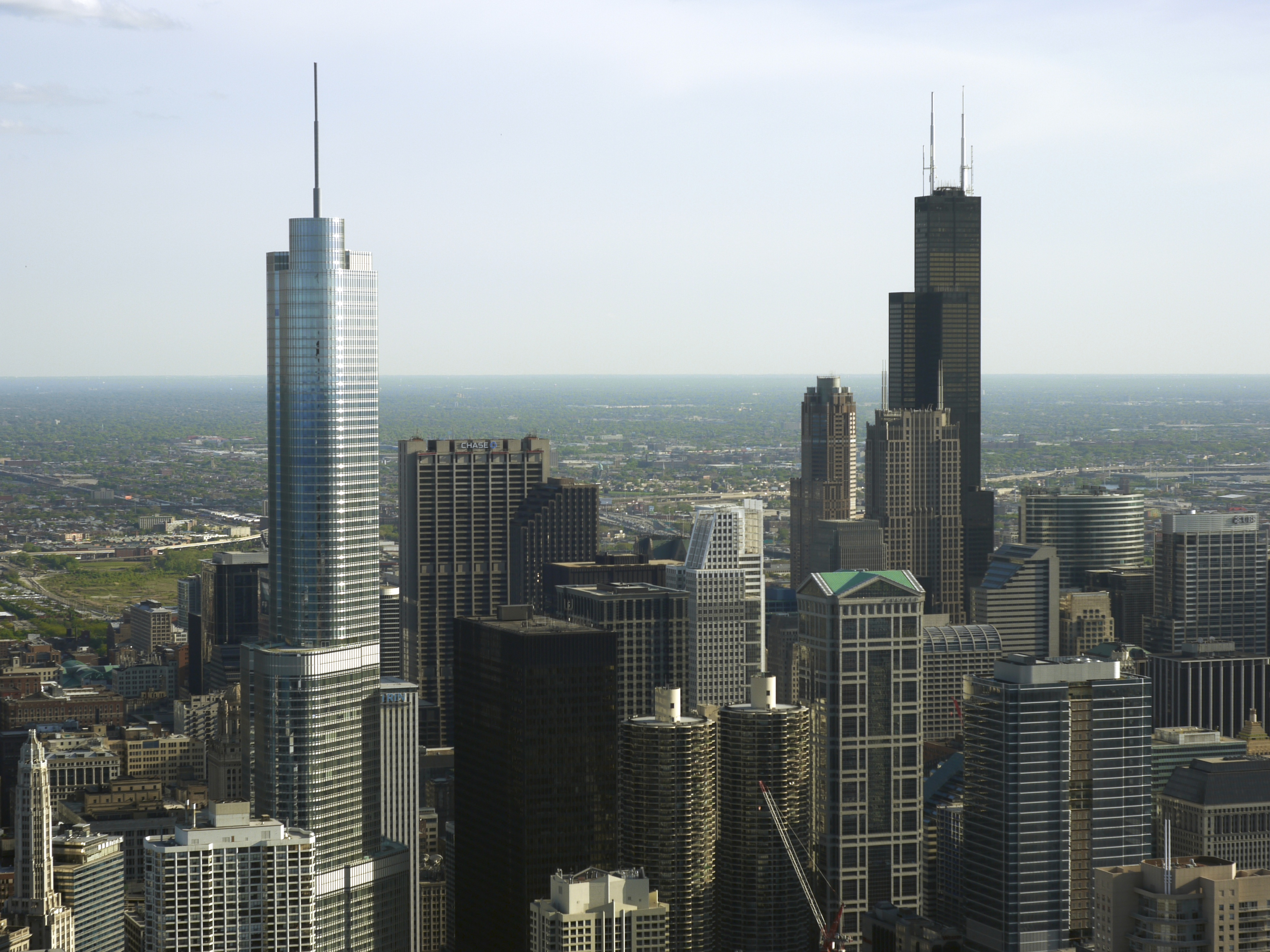
Der Trump Tower im Stadtkontext, im Hintergrund der Willis Tower

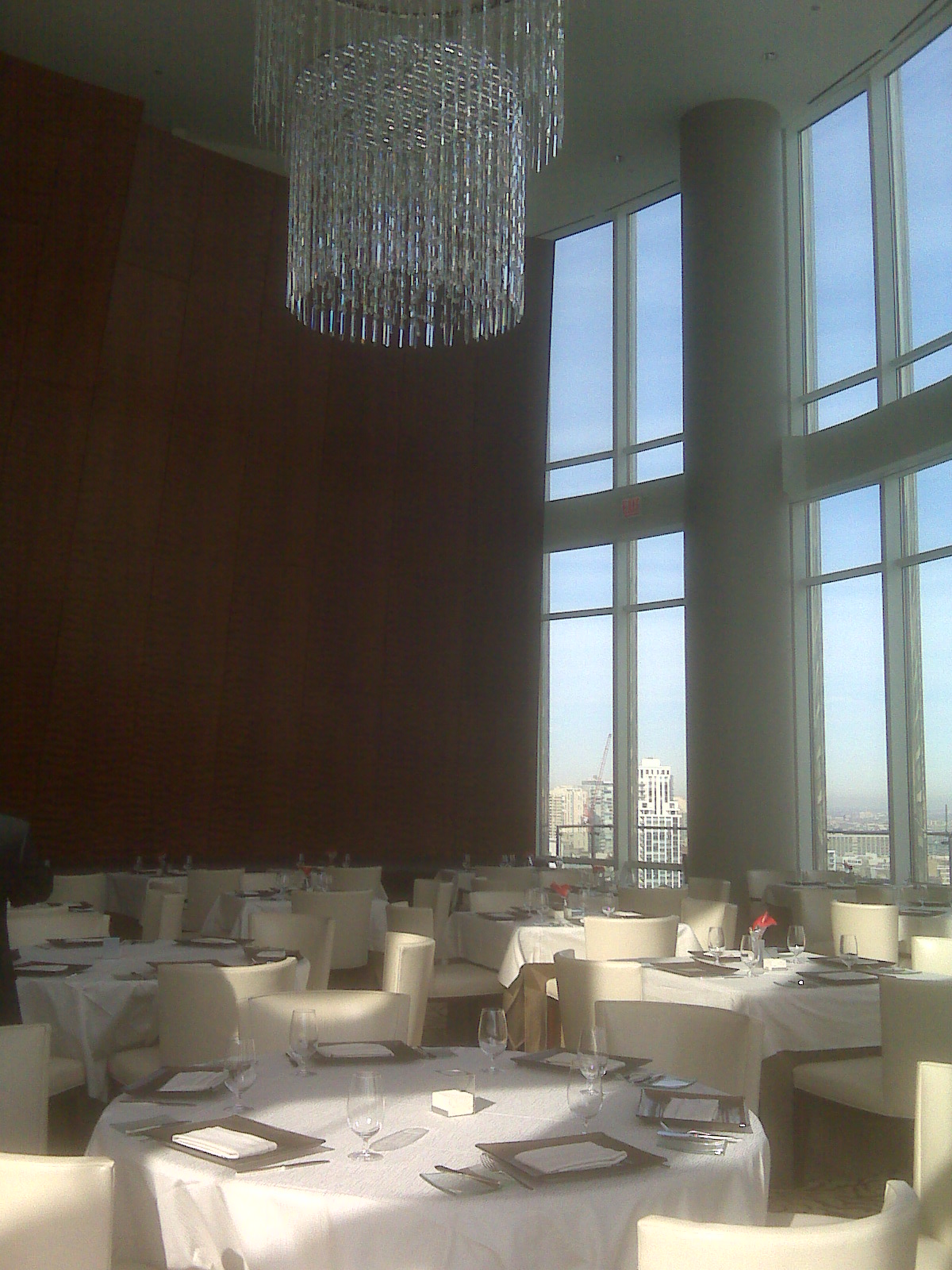
Das Restaurant im 16. Stock

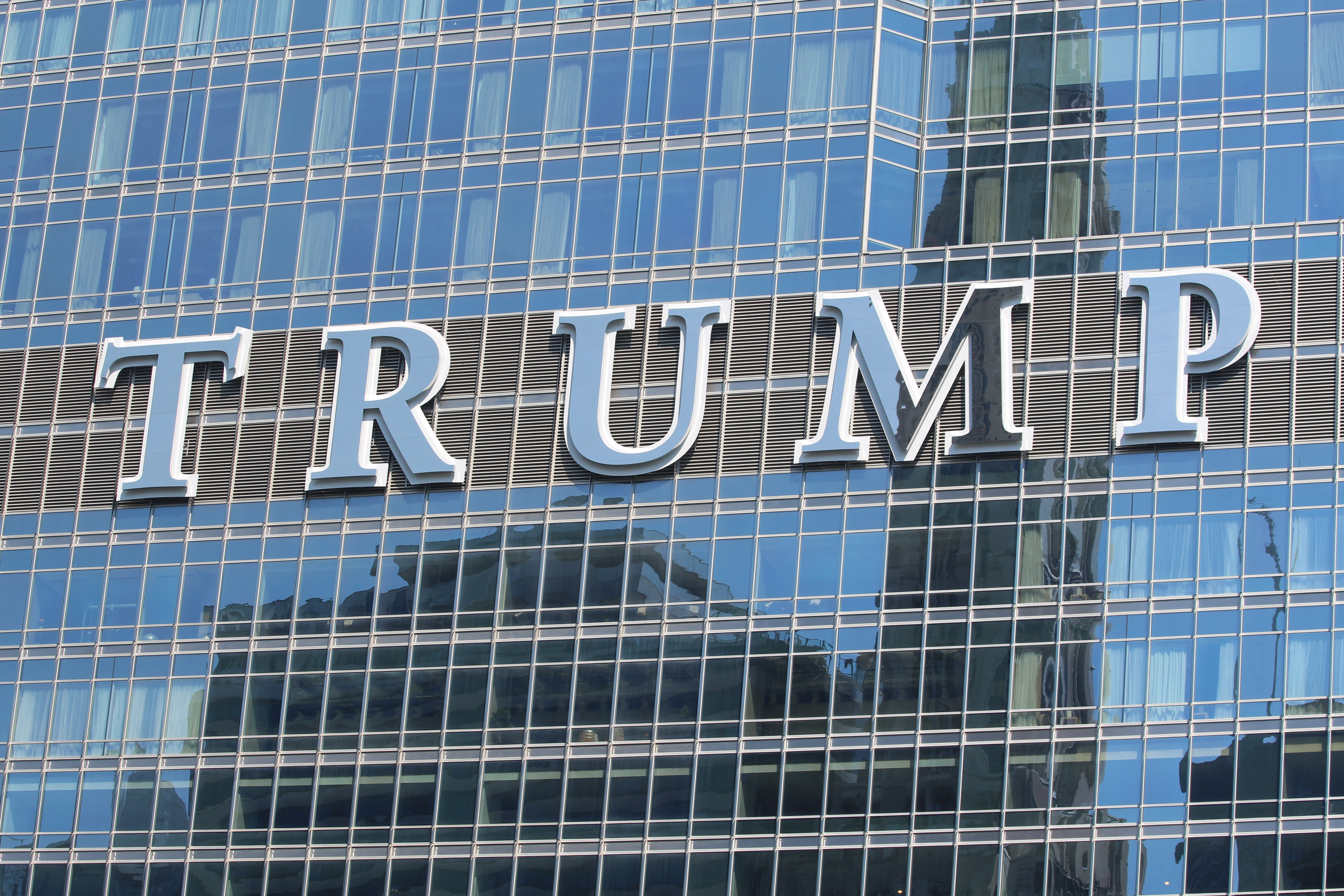
Die Gebäudeaufschrift

Mit seinem Standpunkt direkt am Chicago River nahe der North Side gelegen, ist das Bauwerk in der Chicagoer Skyline zwischen dem Aon Center und dem John Hancock Center an der Einmündung des Chicago Rivers vom Lake Michigan zu finden (Blick vom Navy Pier zur Skyline). Das Gebäude ist komplett verglast und hebt sich somit deutlich von den direkt umliegenden Gebäuden der Gegend ab. Der Turm hat 98 Etagen und beherbergt 625 Wohnungen mit 220 Hoteleinheiten.
Der Wolkenkratzer ist insgesamt 423,1 Meter (1388 Fuß) hoch (bis zum Dach 357 Meter, die Spitze zählt zur Höhe mit) und damit gemeinsam mit dem 270 Park Avenue in New York das siebthöchste Gebäude der USA und das zweithöchste in Chicago. Innerhalb der USA wird das Gebäude durch das 541 m hohe One World Trade Center, den  Central Park Tower (472 m), den 111 West 57th Street (435 m), den One Vanderbilt (427 m) und das 432 Park Avenue mit 426 Metern (alle in New York) übertroffen sowie durch den 442 Meter hohen Willis Tower, nach dem es auf dem zweiten Platz der höchsten Gebäude Chicagos rangiert. Obwohl der Trump Tower das zweithöchste Gebäude der Stadt und das siebthöchste des Landes ist, wird er in Chicago durch die Antennenmasten des John Hancock Center (457 Meter) übertroffen. Auch der Antennenmast des New Yorker Empire State Buildings überragt den Trump Tower um 20 Meter. Diese Höhenmessung wird jedoch nicht zur Architektur und damit zur offiziellen Gebäudehöhe herangezogen, sondern nur beim Sammelbegriff Bauwerk verwendet. Daher sind sowohl das Empire State Building als auch das John Hancock Center nach der offiziellen (strukturellen) Höhe niedriger als der Trump Tower.
Das Gebäude verschmälert sich nach oben hin mit mehreren Rücksprüngen auf unterschiedlichen Seiten. Die Rücksprünge des Bauwerks liegen in Höhen von 60 Metern, 130 Metern und 200 Metern. Der durch die Rücksprünge gewonnene Platz im Freien steht als Freiflächen für Hotelgäste und Bewohner zur Verfügung. Dort wurden auch kleinere Grünanlagen und Sitzmöglichkeiten errichtet. Wenig unterhalb des Dachs liegt ein weiterer kleinerer Rücksprung. Das Dach selbst befindet sich in 357 Metern Höhe oberhalb des 98. Stockwerks. Auf dem Dach wurde eine 66 Meter lange Spitze installiert. Diese wird bei Nacht häufig in farbiges Licht getaucht.

### Höhenänderung
Bis November 2009 wurde die Höhe des Turms mit 415 Metern anstatt 423 Metern angegeben. Das Council on Tall Buildings and Urban Habitat, die international anerkannte Kommission für Höhenfragen bei Wolkenkratzern, entschied jedoch am 17. November 2009, dass das Gebäude nicht vom Vordereingang bis zur Spitze gemessen werden muss, sondern von dem Gebäudeeingang auf der Seite des Chicago Rivers. Dadurch kommt eine Höhendifferenz von acht Metern zustande. Innerhalb Chicagos bleibt das Gebäude zwar auf dem Rang des zweithöchsten Wolkenkratzers nach dem Willis Tower, übertrifft in der Weltrangliste aber seither den Jin Mao Tower (421 Meter bis zur Spitze) in Shanghai.

### Bauweise
Das Gebäude wurde vollständig in Stahlbetonbauweise errichtet. Derzeit (Stand 2014) ist der Trump Tower sogar das höchste Stahlbetongebäude der Welt und löste darin den 390 Meter hohen CITIC Plaza im chinesischen Guangzhou ab. Zwar ist der Burj Khalifa in Dubai, das mit 828 Metern höchste Gebäude der Welt, bis zu einer Höhe von über 600 Metern auch in Stahlbetonbauweise errichtet, darüber folgt jedoch eine Stahlrahmenkonstruktion. Daher wird der Burj Khalifa zu den Gebäuden mit gemischter Tragstruktur gezählt, auch wenn die Betonstruktur des Burj Khalifa deutlich höher ist als der Trump Tower.

## Hotel Trump International Hotel & Tower Chicago
Im Tower untergebracht ist ein Luxushotel der Fünfsternekategorie, das zur Trump International-Kette gehört. Das Hotel gehörte zeitweise zur Vereinigung Leading Hotels of the World. Es verfügt über 218 Zimmer und 121 Suiten. Das Restaurant Sixteen liegt in der 16. Etage.
Im Gebäude gibt es 27 Aufzüge.